# Мощенское сельское поселение
Моще́нское се́льское поселе́ние — упразднённое муниципальное образование в Яковлевском районе Белгородской области.
Административный центр — село Мощеное.
19 апреля 2018 года упразднено при преобразовании Яковлевского района в городской округ.

## История
Мощенское сельское поселение образовано 20 декабря 2004 года в соответствии с Законом Белгородской области № 159.

## Население
| 2010  | 2011  | 2012  | 2013  | 2014  | 2015  | 2016  |
| ----- | ----- | ----- | ----- | ----- | ----- | ----- |
| 1173  | ↘1168 | ↘1162 | ↘1159 | ↘1142 | ↘1129 | ↘1107 |
| 2017  | 2018  |       |       |       |       |       |
| ↘1085 | ↘1061 |       |       |       |       |       |

## Состав сельского поселения
| № | Населённый пункт   | Тип населённого пункта       | Население |
| - | ------------------ | ---------------------------- | --------- |
| 1 | Локня              | село                         | ↘105      |
| 2 | Мощеное            | село, административный центр | ↘546      |
| 3 | Неведомый Колодезь | село                         | ↘19       |
| 4 | Новая Глинка       | село                         | ↘261      |
| 5 | Старая Глинка      | село                         | ↗241      |
| 6 | Фастов             | хутор                        | ↘1        |

## Известные уроженцы
- Масалитин, Пётр Николаевич (род. 1929) — советский военачальник, генерал-лейтенант авиации,  заслуженный военный лётчик СССР. Родился в деревне Неведомый Колодезь.